# حي النصر (تونس)

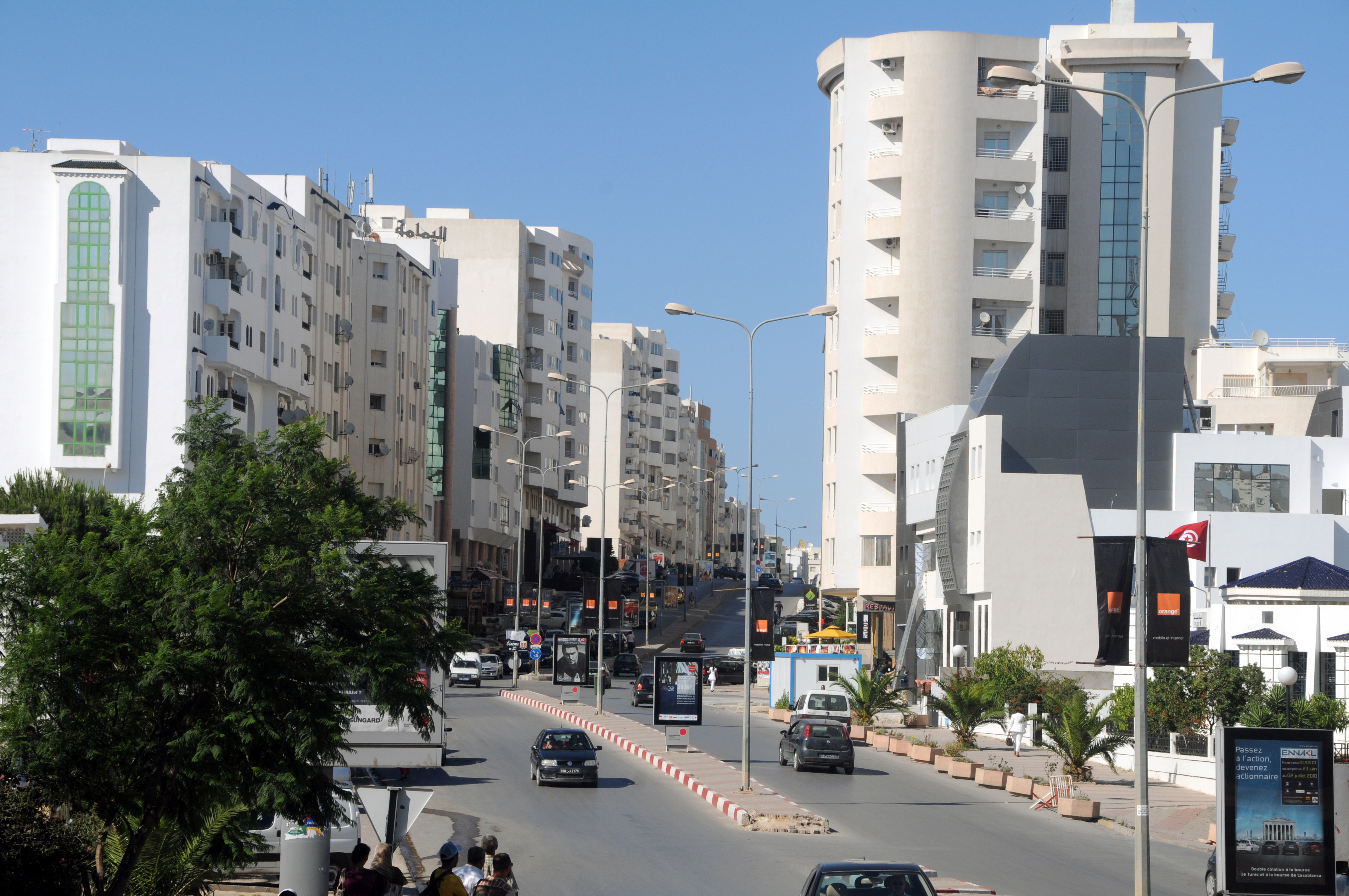
شارع الهادي نويرة في حي النصر

حي النصر، هو حي سكني حديث يقع شمال وسط العاصمة التونسية. طوّر الحي أساسا في سنوات ال2000 واحدثت دائرته البلدية التي تتبع إداريا لأريانة عام 2004. ينقسم الحي إلى قسمين «النصر 1» و«النصر 2» يفصل بينهما شارع «العهد الجديد» ذى الاتجاهين. يتمحور النشاط التجاري للحي بالخصوص في شارعه الرئيسي الهادي نويرة حيث تكثر المحلات وصالونات الشاي كما يوجد هناك «جامع السلام» وهو الجامع الوحيد في المنطقة. تمر بجنوب الحي الطريق الجهوية رقم 25.